# Biblioteka Naukowa Polskiej Akademii Umiejętności i Polskiej Akademii Nauk w Krakowie

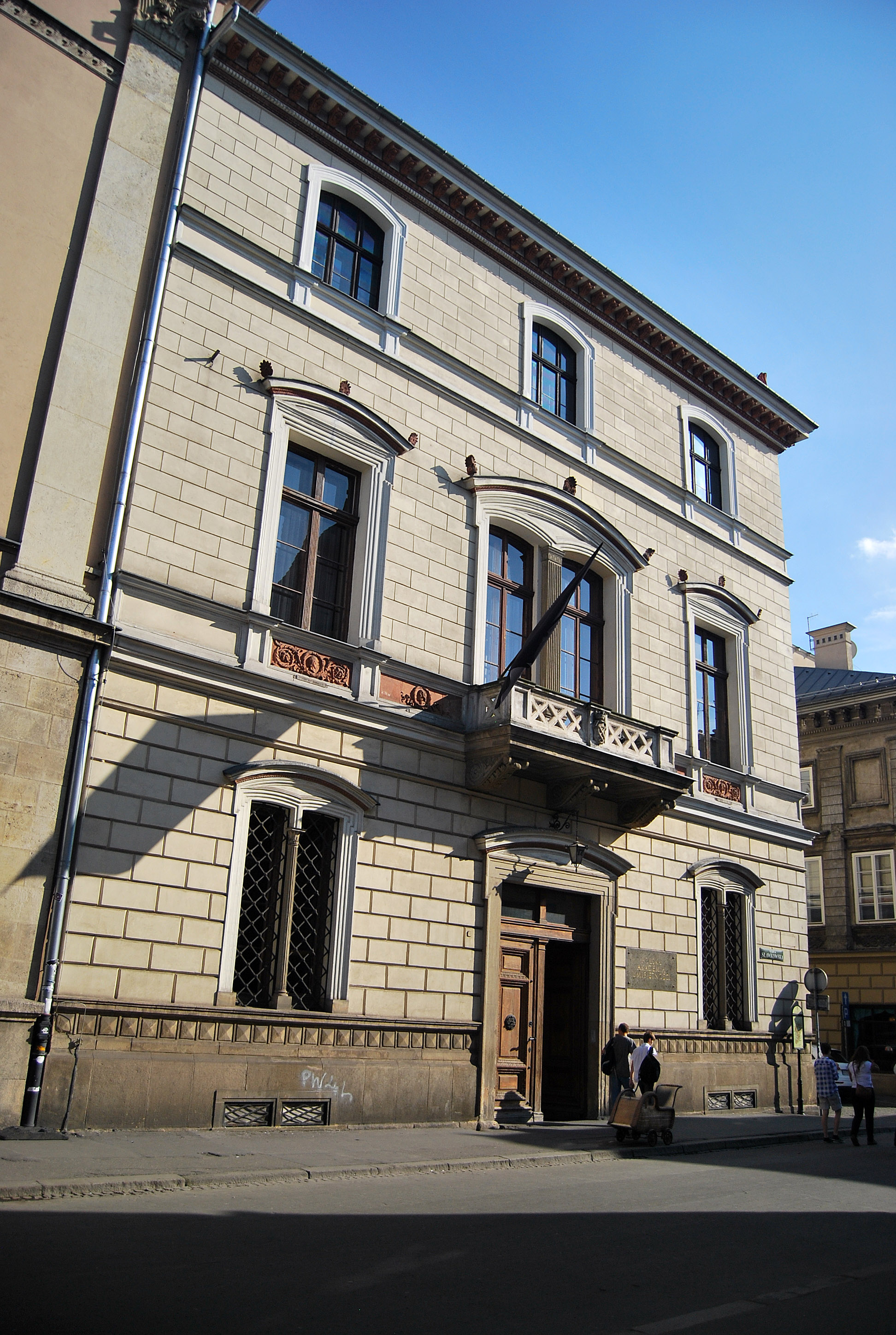
Elewacja od ul. Sławkowskiej

Biblioteka Naukowa PAU i PAN w Krakowie – agenda Polskiej Akademii Umiejętności w Krakowie powstała w 1856 roku. Zajmuje się gromadzeniem, opracowywaniem i udostępnianiem polskich i zagranicznych publikacji naukowych gromadzonych nieprzerwanie od połowy XIX w. Siedzibą biblioteki jest budynek Polskiej Akademii Umiejętności przy ul. Sławkowskiej 17 w Krakowie.

## Historia

### 1856–1872
Biblioteka została założona na mocy statutu Towarzystwa Naukowego Krakowskiego (TNK) z 13 maja 1856 r. Od początku swego istnienia gromadziła polskie i zagraniczne publikacje naukowe, a także rękopisy, stare druki i mapy. W pierwszym okresie swojej działalności zbiory Biblioteki były udostępniane tylko członkom Towarzystwa. W 1871 r. zbiory Biblioteki liczyły 9180 druków i 570 rękopisów.

### 1873–1918
Po przekształceniu TNK w Akademię Umiejętności w 1872, od 1873 r. Biblioteka funkcjonowała jako Biblioteka Akademii Umiejętności. W tym okresie nawiązała ona współpracę z pokrewnymi instytucjami zagranicznymi, co pozwoliło jej na prowadzenie ożywionej wymiany. W 1892 r. Biblioteka otworzyła czytelnię i tym samym zaczęła udostępniać zbiory badaczom niebędącym członkami Akademii.
W 1914 r. zbiory Biblioteki liczyły 44 108 druków, 778 map i atlasów, 1820 rękopisów i 330 dyplomów pergaminowych.

### 1918–1952
W okresie międzywojennym Biblioteka przemianowanej na Polską Akademię Umiejętności instytucji rozwijała się prężnie. W tym czasie pozyskano nowe zbiory dzięki wymianie, zakupom oraz licznym darom i zapisom.  W 1939 r. zbiory Biblioteki liczyły 196 000 druków i 2074 rękopisy.
W listopadzie 1939 r. Biblioteka została zamknięta przez władze okupacyjne, a księgozbiór został w całości przewieziony do Biblioteki Jagiellońskiej, gdzie włączono go do kolekcji Staatsbibliothek Krakau. Dzięki temu, Biblioteka poniosła w wyniku działań wojennych stosunkowo niewielkie straty, które objęły ok. 7,5 tys. tomów, w większości wypożyczonych przed wybuchem wojny do innych instytucji naukowych, gdzie uległy zniszczeniu, a także 17 rękopisów, 2 dyplomy oraz nieokreśloną liczbę rycin.
W latach 1948–1952 księgozbiór sukcesywnie wracał z Biblioteki Jagiellońskiej do budynku przy ul. Sławkowskiej 17.

### 1953–1999
W roku 1953 majątek Polskiej Akademii Umiejętności został skonfiskowany. Biblioteka została przejęta przez nowo utworzoną Polską Akademię Nauk. W okresie PRL działała jako Biblioteka PAN w Krakowie. W tym czasie kontynuowano prace nad katalogowaniem zbiorów (m.in., od 1962 r., systematycznie ukazywały się kolejne tomy Katalogu Rękopisów, a od 1987 r. Katalogu Rycin) oraz rozpoczęto, z inicjatywy Biblioteki Narodowej, mikrofilmowanie zbiorów rękopiśmiennych.
W roku 1989, po reaktywacji Polskiej Akademii Umiejętności, instytucja ta podjęła starania o odzyskanie swej dawnej własności. 20 października 1999 roku, po pertraktacjach, podpisane zostało porozumienie o utworzeniu placówki pod nazwą: Biblioteka Naukowa Polskiej Akademii Umiejętności i Polskiej Akademii Nauk w Krakowie.

### 2000-
W XXI w. Biblioteka Naukowa Polskiej Akademii Umiejętności i Polskiej Akademii Nauk w Krakowie zajmuje się gromadzeniem, opracowaniem i udostępnianiem zbiorów, opieką nad Gabinetem Rycin PAU oraz zbiorami specjalnymi. W 1991 r. rozpoczęto katalogowanie elektroniczne nowych książek, sukcesywnie prowadzone są też prace retrospektywne katalogujące książki XIX- i XX-wieczne. Od 2011 r. do katalogu elektronicznego wprowadzane są również stare druki. Kontynuowane są też prace nad katalogami rękopisów i rycin. Biblioteka zajmuje się też działalnością wydawniczą, wystawienniczą i digitalizacyjną, które mają popularyzować jej zbiory.

## Zbiory

### Czasopisma i książki XIX-XXI w.
Od 1856 r. Biblioteka gromadzi dzieła z zakresu nauk humanistycznych i przyrodniczych. Wśród zbiorów Biblioteki znajduje się także kompletny zasób wydawnictw jej macierzystych instytucji: Towarzystwa Naukowego Krakowskiego, Akademii Umiejętności i Polskiej Akademii Umiejętności oraz krakowskiego oddziału Polskiej Akademii Nauk. Uzupełniają ją monografie ze wszystkich dziedzin wiedzy, gromadzone dzięki darom członków i członków korespondentów. Aktualnie (stan na koniec 2017 r.) Biblioteka posiada 213 345 wol. wydawnictw zwartych i 347 672 wol. wydawnictw ciągłych.

### Gabinet Rycin
W 1935 r. PAU utworzyła w oparciu o gromadzone od XIX w. zbiory graficzne Gabinet Rycin. Podstawę zasobu nowej jednostki organizacyjnej stanowiły ryciny przekazane z Biblioteki Polskiej w Paryżu oraz zakupiona w 1929 r. kolekcja rodziny Moszyńskich. W 1954 r. Gabinet Rycin został włączony do struktur Biblioteki PAN w Krakowie jako jej Dział Zbiorów Graficznych a po odzyskaniu zasobów przez PAU funkcjonuje w strukturach Biblioteki pod nazwą „Gabinet Rycin PAU”.
Kolekcja Gabinetu Rycin obejmuje przede wszystkim zbiory nowożytnej grafiki północnoeuropejskiej. Najliczniejszy zespół stanowi grafika niderlandzka (flamandzka, przede wszystkim antwerpska, oraz holenderska). Poczesne miejsce w zbiorach Gabinetu Rycin zajmuje XV- i XVI-w. grafika niemiecka. Wśród rycin francuskich przeważają prace XVII-XVIII w., a wśród dzieł angielskich grafiki XVIII w., w tym bogaty zespół mezzotint i rycin barwnych. Nowożytną grafikę włoską ukazują przekrojowo dzieła XV-XVIII w. Kolekcję uzupełniają zespoły grafiki polskiej, czeskiej, rosyjskiej, hiszpańskiej i szwajcarskiej z XVI-XIX wieku.

### Zbiory Specjalne
W Zbiorach Specjalnych biblioteki są gromadzone, opracowywane i udostępniane rękopisy, dyplomy pergaminowe, fotografie, pocztówki, stare druki, mapy, atlasy i druki ulotne.

#### Rękopisy
Gromadzenie rękopisów rozpoczęło Towarzystwo Naukowe Krakowskie od 1856 roku, z chwilą odłączenia się od Uniwersytetu Jagiellońskiego i założenia własnej biblioteki. Na ukształtowanie właściwego zasobu w dużym stopniu wpłynęły inicjatywy kolekcjonerskie i wystawiennicze Towarzystwa oraz ranga naukowa i ogólnopolski zasięg oddziaływania późniejszej Akademii Umiejętności, skutkujące licznym napływem darów rękopiśmiennych, nie tylko z Galicji, ale i z pozostałych dwóch zaborów. Darowizny do czasów obecnych pozostają głównym źródłem powiększania zasobu, co sprawia, że jest on dość różnorodny. Tworzą go m.in.: źródła do historii politycznej, gospodarczej, społecznej, Kościoła, prawa, literatury, teatru, sztuki i muzyki ze szczególnym uwzględnieniem cracovianów i Małopolski.
Zbiór rękopisów liczy ponad 16 608 jednostek rękopiśmiennych (stan na koniec 2017). Zapoczątkowały go kolekcje rękopisów XIX-w. badaczy (m.in. Jana Wincentego Smoniewskiego, Michała Konarskiego, Ferdynanda Kojsiewicza, Ambrożego Grabowskiego, Cypriana Walewskiego, Jana Ambrożego Wadowskiego, Franciszka Paszkowskiego, Bolesława Ulanowskiego i Hieronima Łopacińskiego) oraz spuścizny uczonych, literatów, polityków, czy artystów (m.in. Joachima Lelewela, Jana Chrzciciela Albertrandy, Jerzego Samuela Bandtkie, Teofila Lenartowicza, Antoniego Zygmunta Helcla, Józefa Majera, Oskara Kolberga, Hanny Rudzkiej-Cybisowej, Józefa Hieronima Retingera, Jana Fijałka, Bronisława Piłsudskiego, czy Jana Łosia oraz archiwa rodzinne: Chodkiewiczów, Czartoryskich, Jabłonowskich, Lubomirskich, Łubieńskich, Ossolińskich, Poniatowskich, Potockich, Rzewuskich, Sapiehów, Szembeków, Tyszkiewiczów, Walewskich, Wiśniowieckich, Załuskich). Spośród archiwów urzędów i instytucji w gronie najważniejszych znajdują się materiały Komisji Historycznej PAU, zawierające odpisy z, niekiedy niezachowanych, źródeł do historii Polski (XVI-XIX w.) z archiwów i bibliotek zagranicznych, odpisy do kodeksu dyplomatycznego Polski, laudów sejmikowych i innych materiałów źródłowych zgrupowanych w zespołach: „Hosiana”, „Prussica”, Teki Cieszkowskiego, Teki Kurpiela, Teki Londyńskie, Teki Niecia, Teki Paryskie, Teki Pawińskiego (akta sejmików ziemskich), Teki Rzymskie, Teki Staszewskiego (materiały dotyczące powstań listopadowego i styczniowego oraz dziejów Księstwa Warszawskiego), Teki Ulanowskiego, Teki Waliszewskiego, Teki Wołyńskiego, Teki Zielińskiego (materiały dotyczące działalności Stronnictwa Narodowego).
Zbiór rękopisów jest nieustannie uzupełniany kolejnymi darami. W XXI w. wzbogacił się o spuścizny: Wawrzyńca Dayczaka i Marii Dayczak-Domanasiewicz, Leszka Dutki, Jerzego Gota, Konstantego Grzybowskiego, Stanisława Grzybowskiego, Jerzego Świecimskiego, archiwum rodziny Żulińskich, przekazane przez Annę Żulińską-Dutka oraz ofiarowaną przez Bożenę Wyrozumską kolekcję filatelistyczną z okresu stanu wojennego.
Z zespołu rękopiśmiennego wydzielony został zbiór średniowiecznych i nowożytnych dokumentów pergaminowych liczący ponad 600 sygnatur oraz druków ulotnych zawierający ok. 11 tys. obiektów.

#### Stare Druki
W Bibliotece znajduje się obecnie ponad 17 000 dzieł wydanych w XV-XVIII w. Większość z nich stanowią dzieła naukowe z zakresu nauk humanistycznych i matematyczno-przyrodniczych. Uzupełnia je bogata kolekcja książek o sztuce: traktatów architektonicznych, biografii artystycznych oraz dzieł z zakresu XVIII-wiecznego starożytnictwa i prahistorii sztuki. Prócz tego w kolekcji Biblioteki poczesne miejsce zajmują dzieła teologiczne, liturgiczne i dewocyjne. Interesujące są też zbiory konstytucji sejmowych z XVI-XVIII w., druków urzędowych i ulotnych, w tym unikatowa kolekcja XVIII-wiecznych polskich polemik politycznych stanowiąca źródło do badań ostatnich lat Rzeczypospolitej. Na uwagę zasługuje niewielki, ale ciekawy zespół druków zawiązanych z odsieczą wiedeńską, liczne staropolskie mowy pogrzebowe i kazania żałobne, a także kolekcja scandinavianów przekazanych Bibliotece przez sztokholmskiego antykwariusza Henryka Bukowskiego obejmująca dzieła z zakresu historii i kultury Półwyspu Skandynawskiego. Większość z nich pochodzi z darów uczonych i kolekcjonerów. Są to m.in. zbiory Jana Wincentego Smoniewskiego, Juliana Bayera, Floriana Sawiczewskiego, Cypriana Walewskiego, Maksymiliana Marszałkowicza. Dzięki takiej proweniencji do biblioteki trafiły cenne, niejednokrotnie wręcz unikatowe egzemplarze starych druków z polskich i zagranicznych oficyn.
Perłą kolekcji Biblioteki jest zbiór 155 inkunabułów, które szczegółowo opisano w wydanym w 2015 r. katalogu. W większości pochodzą one z biblioteki krakowskiego klasztoru kanoników regularnych i z tego powodu przeważają wśród nich dzieła o tematyce teologicznej, filozoficznej i religijnej.

#### Kartografia
Zbiór kartograficzny Biblioteki Naukowej PAU i PAN w Krakowie liczy 12 226 atlasów, map i planów, o bardzo zróżnicowanej tematyce od map historycznych po najnowsze opracowania. Znajdują się w nim nowożytne atlasy i mapy najsłynniejszych kartografów europejskich (m.in. Sebastiana Münstera, Abrahama Orteliusa, Gerarda Mercatora, rodziny Blaeu i Hondiusów, Matthäusa Meriana, Erika Dahlbergha, Guillauma le Vasseur de Beauplana, Tobiasa Mayera). Wśród map XVIII-w. wyróżniają się trzy polonika: zespół map województw Rzeczypospolitej wykonanych przez Karola Perthéesa na zlecenie Stanisława Augusta Poniatowskiego, opracowana przez Giovanniego Rizzi-Zannoniego Carte de Pologne, wydana nakładem Józefa Aleksandra Jabłonowskiego w końcu XVIII w. oraz unikatowy egzemplarz dwubarwnej mapy odbitej na płótnie: Neue Landcharte des Koenigreichs Pohlen, Grosherzogthums Lithauen, und des Koenigreichs, und Herzogthums Westpreussen z 1775 r. W kolekcji znajduje się też jeden z trzech zachowanych na świecie egzemplarzy Carte d'Amerique divisée en ses principaux pays Jeana Cloueta z wydania paryskiego z 1785 r.
Mapy i atlasy XIX-w. dotyczą przede wszystkim ziem dawnej Rzeczypospolitej, jak opracowana przez Stanisława Staszica Carta geologica totius Poloniae z 1806 r., Atlas statystyczny Polski Stanisława Platera (Poznań, 1827), mapy historyczne Joachima Lelewela, liczne plany Krakowa oraz Atlas Geologiczny Galicji, wydawany przez Akademię Umiejętności w latach 1887–1912. Istotną część kolekcji stanowią też dzieła wspierających TNK i AU emigrantów, m.in. Ignacego Domeyki i Wojciecha Chrzanowskiego.
Wśród dzieł XX-wiecznych należy wymienić zbiór americanów: wieloarkuszowych map topograficznych Stanów Zjednoczonych, wydawanych przez U.S. Geological Survey w latach 1885–1945 oraz map geologicznych Kanady, wydawanych przez Geological Survey of Canada w latach 1978–1980.
W zbiorach Biblioteki przechowywane są trzy egzemplarze opracowanych przez Karola Buczka Monumenta Poloniae Cartographica. Prawie cały nakład tego, wydanego przez PAU w 1939 r.  dzieła został zniszczony przez okupanta niemieckiego.

## Działalność

### Publikacje
Biblioteka wydaje katalogi swoich zbiorów: rękopisów (1906-), dokumentów pergaminowych (1966–1970), rycin (1987–), map i atlasów (1959, 1966, 2010), inkunabułów (2015) oraz mikrofilmów (1976, 1995). Ponadto, od 1955 r. ukazuje się „Rocznik Biblioteki Naukowej PAU i PAN w Krakowie (w latach 1955–1999 pod nazwą „Rocznik Biblioteki PAN w Krakowie”). W 2006 r., z okazji 150-lecia istnienia Biblioteki opublikowano bibliografię zawartości rocznika i innych publikacji Biblioteki pt. Wydawnictwa biblioteki 1856–2006 opracowaną przez Małgorzatę Kremer i Annę Srokę.

### Wystawy
Biblioteka organizuje i współorganizuje wystawy rycin, rękopisów i druków w oparciu o swoje zbiory. We współpracy z Międzynarodowym Centrum Kultury w Krakowie organizowane są od 1995 wystawy grafik z Gabinetu Rycin: Francesco Bartolozzi (1995), Arcydzieła grafiki XV i XVI wieku (1997), Rembrandt, Rubens i inni (1999), Hogarth i jego wiek (2001), Siedem grzechów głównych (2004), Rembrandt i konkurenci (2006), Wina i kara. Sprawiedliwość w grafice europejskiej XVI-XIX w. (2008), My i oni. Zawiła historia odmienności (2011), Praca kobiety nigdy się nie kończy (2013), Tempus fugit. O czasie i przemijaniu (2016). We współpracy z Archiwum Nauki PAN i PAU organizowane są od 2010 r. wystawy dzieł grafiki XX i XXI w. ze zbiorów Gabinetu Rycin: Hic liber mihi est – ekslibrisy uczonych i instytucji naukowych (2010), Secesja, Młoda Polska, Art Déco. Ekslibrisy ze zbiorów Biblioteki Naukowej PAU  PAN w Krakowie (2011), Krzysztof Skórczewski. Kolekcja miedziorytów z lat 2010–2014 (2015), Krzysztof Skórczewski – Miedzioryty (2016), Bogna Krasnodębska-Gardowska (1900–1986) (2017), Seria oryginalnych grafik artystów polskich w opracowaniu Aliny Kalczyńskiej 1984–2014 (2018).

### Projekty
W Bibliotece prowadzone są prace nad katalogowaniem zasobu, badaniem proweniencji, digitalizacją (PAUart, od 2014 r.) i konserwacją.